# ليا تشيس
ليا تشيس (بالإنجليزية: Leah Chase)‏ هي صاحبة مطعم وسيدة أعمال أمريكية، ولدت في 6 يناير 1923 في نيو أورلينز في الولايات المتحدة، وتوفي بنفس المكان في 1 يونيو 2019.

## وصلات خارجية
- ليا تشيس على موقع IMDb (الإنجليزية)
- ليا تشيس على موقع ميوزك برينز (الإنجليزية)